# Médillac
Médillac é uma comuna francesa na região administrativa da Nova Aquitânia, no departamento de Charente. Estende-se por uma área de 5,84 km². Em 2010 a comuna tinha 162 habitantes (densidade: 27,7 hab./km²).